# منتخب كندا لهوكي الجليد للناشئين
منتخب كندا لهوكي الجليد للناشئين (بالإنجليزية: Canada men's national junior ice hockey team)‏ هو ممثل كندا الرسمي في المنافسات الدولية في هوكي الجليد للناشئين
.